# Bhaga
Bhaga je védský bůh, jeden z nebeských bohů Áditjů představuje personifikaci božské štědrosti či odměňování zásluh. Jeho jméno znamená jednoduše „příděl“ či „přidělovatel“. Je analogické avestánskému baga a praslovanskému *bogъ v obou případech s významem „bůh“, ale také řeckému daimón. Je mu věnován rgvédský hymnus 7.41 kde je společně s dalšími božstvy vzýván za úsvitu.
Později mu byla přisouzena manželka jménem Siddhi „Dokonalost“, synové Vibhu „Mocný“, Prabhu „Svrchovaný“, Mahimán „Velikán“ a dcera Ášis „Naděje“.
Podle George Dumézila je Bhaga, společně s Arjamenem, méně významným představitelem první indoevropské funkce – svrchovanosti. Martin Golema v témže duchu považuje za jeho analogii slovanského Dažboga „Dávajícího boha“ či „Dárce bohatství“.